# Xanthoparmelia latilobata
Xanthoparmelia latilobata är en lavart som beskrevs av Hale. Xanthoparmelia latilobata ingår i släktet Xanthoparmelia och familjen Parmeliaceae.   Inga underarter finns listade i Catalogue of Life.